# Крбава
Крбава (лат: Corbavia) је крашки предио у Лици, Хрватска, између Пљешевице на истоку и Стазе и Троврха на западу, сјевероисточно од Личког поља.

## Географија
Сачињена је од неколико крашких поља — Крбавског и Крбавице. Надморска висина је око 626-740 м. Главно насеље је Удбина, на висини од 830 м. Ријеке понорнице које протичу кроз Крбавско поље су Крбава и Крбавица. Предео је периодично плављено у кишној сезони, па се сва насеља налазе на ободу поља. Развијено је гајење жита и овчарство.

## Историја
Ту је 1493. године босански санџакбег Хадум Јакуб-паша потукао хрватску феудалну војску под баном Емериком Деренчином и тиме омогућио даље турско освајање Лике. Након ослобођења од турске власти крајем 17. века, Крбава је укључена у састав Војне крајине.
Средином 1873. године извршено је развојачење Војне крајине, укључујући и подручје локалних регименти (Личка и Оточка), али развојачене области нису одмах прикључене Краљевини Хрватској и Славонији, већ су добиле посебну земаљску управу, која се делила на шест крајишких окружја, међу којима је било и посебно Личко-оточко окружје, које је обухватало и Крбаву. Тек 1881. године, сва крајишка окружја прикључена су Краљевини Хрватској и Славонији. У оквирима проширене Краљевине, прикључена окружја наставила су да постоје све до 1886. годинне, када је жупанијско уређење протегнуто и на те просторе, тако да је на подручју Личко-оточког окружја створена нова Личко-крбавска жупанија.
За време Другог светског рата, усташе су починиле масовне злочине против српског народа на подручју Крбаве. Од 1991. до 1995. године, Крбава се налазила у саставу Републике Српске Крајине. Данас је Крбава подељена између Личко-сењске и Задарске жупаније.